# Piłonosowate
Piłonosowate (Pristiophoridae) – rodzina morskich ryb chrzęstnoszkieletowych z rzędu piłonosokształtnych (Pristiophoriformes).

## Zasięg występowania
Zamieszkują wody tropikalne i umiarkowane zachodniego Atlantyku (w okolicach Kuby, Florydy, Bahamów), zachodniego Pacyfiku od Chin, Korei po Japonię (Morze Południowochińskie) oraz zachodniej i wschodniej części Oceanu Indyjskiego (Południowa Afryka, Australia). Niekiedy wpływają do ujść większych rzek.

## Charakterystyka
Ciało wydłużone z długim pyskiem zaopatrzonym w szereg nierównych wielkością zębów po obu stronach pyska. Dorastają do 1,5 – 2 m długości. Odżywiają się drobnymi rybami i skorupiakami.

## Klasyfikacja
Współcześnie występujące rodzaje zaliczane do tej rodziny:
- Pliotrema Regan, 1906
- Pristiophorus Müller & Henle, 1837

Opisano również rodzaj wymarły:
- Ikamuius Keyes, 1979